# Транскраніальна магнітна стимуляція

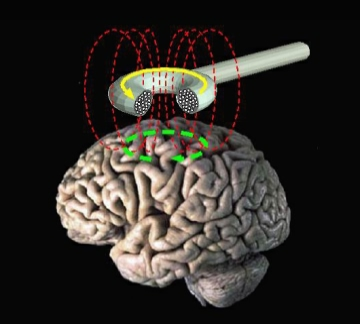
Транскраніальна магнітна стимуляція (схематична діаграма)

Транскраніальна магнітна стимуляція (ТМС, англ. Transcranial magnetic stimulation, TMS) — метод, що дозволяє неінвазивно стимулювати кору головного мозку за допомогою коротких магнітних імпульсів. На відміну від транскраніальної електричної стимуляції (ТЕС) ТМС не сполучена з больовими відчуттями і тому може застосовуватися як діагностична процедура в амбулаторних умовах. Суть даного методу полягає в тому, що під впливом сильного магнітного поля відбувається деполяризація мембрани нервових клітин кори головного мозку.

## Використання в медичних цілях

### Діагностика
ТМС може бути використана для оцінки діяльності та функції специфічних зв'язків усередині головного мозку людини. Найнадійнішим і широко поширеним є використання даної процедури при дослідженні зв'язків первинної моторної кори головного мозку і м'язів для того, щоб оцінити ступінь збитку, нанесеного інсультом, пошкодженням спинного мозку, розсіяний склероз і захворюваннями рухових нейронів, лікуванням вегетативного стану. ТМС також був запропонований як засіб оцінки коротко-інтервального інтракортикального гальмування (short-interval intracortical inhibition — SICI), яке допомагає виміряти внутрішні шляхи моторної зони кори головного мозку, однак, можливість даного використання досі не доведена.

### Лікування
Результати досліджень використання ТМС і повторювальної ТМС (пТМС) для надання лікувального ефекту неврологічних і психічних захворювань показали позитивний ефект. Публікацій результатів оглядів і статистичний мета-аналіз ранішніх досліджень заявляють, що пТМС виявилася ефективним методом при лікуванні деяких видів депресії при певних конкретних умовах. Нещодавно проведений мета-аналіз 34 досліджень, які порівнюють ефективність лікування пТМС, показав ефект приблизно 0,55 (p <0,001). Це можна порівняти з ефектом фармакотерапевтичної спрямованості при лікуванні депресії в діапазоні 0,17 — 0,46.
Також ТМС була використана для спроб прогнозування успіху хірургічно імплантованих електростимуляторів мозку для лікування хронічних больових відчуттів. Інші галузі досліджень ТМС включають в себе реабілітацію інвалідів та пацієнтів з моторними афазіями після інсульту, людей, які страждають від шуму у вухах, хвороби Паркінсона та негативних симптомів шизофренії. Не доведена ефективність застосування ТМС для лікування смерті мозку, коми та інших стійких вегетативних розладів.
Система для транскраніальної магнітної стимуляції MagVita® отримала дозвіл Управління з контролю за харчовими та лікарськими засобами США для лікування важкого депресивного розладу у тих пацієнтів, кому не допомагають антидепресанти.
Широкому впровадженню методів ТМС заважає інертність лікарів та їхня спрямованість на медикаментозне лікування.
В Україні є офіційний представники компанії Magventure, які проводять майстеркласи, семінари та тренінги з застосування ТМС на базі досвідчених клінік.

## Побічні ефекти
Хоча транскраніальна магнітна стимуляція, як правило, вважається безпечною, ризики зростають в терапевтично повторюваній ТМС в порівнянні з одноразовою або парною ТМС для діагностичних цілей. В області терапевтичної ТМС, ризики зростають при вищих частотах.
Побічні ефекти ТМС включають в себе:
- Дискомфорт або біль від стимуляції шкіри голови і пов'язаних з ними нервів і м'язів
- Індукція гіпоманії
- Когнітивні зміни
- Втрата слуху
- Погіршення робочої пам'яті
- Опіки шкіри голови від електродів
- Індуковані струми в електричних ланцюгах в імплантованих пристроїв

## Технічна інформація
ТМС використовує електромагнітну індукцію для того, щоб генерувати електричний струм через шкіру голови і кістки черепа без здійснення фізичного контакту. Пластиковий корпус дротяною котушки проходить поряд з черепом, і при активації виробляє магнітне поле, орієнтоване ортогонально до площини котушки. Магнітне поле безперешкодно проходить через шкіру голови і кістки черепа, викликаючи протилежно спрямовані потоки заряджених частинок, які активують довколишні нервові клітини таким же шляхом, яким відбувається активація клітин поверхні кори.

### Механізм дії
Із закону Біо-Савара-Лапласа
було показано, що струм який проходить через дріт створює магнітне поле навколо цього дроту. Транскраніальна магнітна стимуляція досягається за рахунок швидкого розрядного струму від конденсатора великої ємності в котушці для створення імпульсних магнітних полів 1-10 мТл. Направляючи імпульсне магнітне поле на цільову область мозку, можна або деполяризувати або гіперполяризувати нейрони в головному мозку. Щільність імпульсу магнітного потоку, створюваний імпульсом струму через котушку викликає електричне поле, як це описується рівнянням Максвелла-Фарадея,

### Тип котушки
Котушки, використовувані для лікування або діагностики/експериментальних досліджень, мають ряд відмінностей. Їх слід обов'язково враховувати при інтерпретації результатів будь-яких досліджень, а також обов'язково згадувати тип використовувалася котушки при обробці отриманих даних на етапі підготовки до публікації.
Існує кілька котушок різного типу, кожен з яких виробляє різні моделі магнітного поля. Наприклад:
- круглі котушки — оригінальний тип котушки ТМС;
- котушки-вісімки (котушки — метелики);
- подвійного конуса — котушки відповідають формі голови, корисні для глибшої стимуляції;
- чотирилистої котушки — для координаційних стимуляцій периферичних нервів.

Котушки ТМС додаткових форм дозволяють домагатися набагато глибшого проникнення в тканини мозку, ніж при використанні стандартних котушок — 1,5 см. Котушки циркулярної, Н-подібної форми, котушки у вигляді подвійного конуса та інші, експериментальної форми, можуть викликати збудження або гальмування нейронів в глибині тканин мозку, включаючи активацію нейронів мозочка. Хоча проникнення можливо і глибше, однак зі збільшенням шляху проникнення втрачається його цілеспрямованість, локалізація і можливість координування.
Що стосується складу котушки, то основний матеріал може бути як магнітно-інертним субстратом (тобто, так званий повітряно-ядерний дизайн), так і бути твердим феромагнітом (так званий, твердо-ядерний дизайн). Тверде ядро котушки призводить до ефективнішого перетворення електричної енергії в магнітне поле з істотним скороченням кількості енергії, що розсіюється у вигляді тепла. Саме тому така котушка може працювати в агресивнішому режимі (при необхідності частих робочих циклів, передбачених у терапевтичному протоколі) без перерв через акумуляції тепла або використання спеціальних аксесуарів, охолоджуючих котушку під час роботи.